# Jean-Denis Guibert
Denis Guibert né le 9 janvier 1843 à Puissalicon dans l'Hérault et mort le 12 octobre 1914 à Bordeaux, est un journaliste et homme politique français, député de la Martinique de 1898 à 1902. 

## Biographie

### Ses études
Denis Guibert est le fils d’un propriétaire foncier de l’Hérault. Il entre au collège de Revel-Sorèze (1855-1858) où il reçut l’enseignement de Henri Lacordaire, célèbre prédicateur de l’Ordre des Prêcheurs dominicains. Il aurait poursuivi ses études en Italie.

### Son parcours politique
Après ses études, Denis Guibert, catholique engagé, devient journaliste politique, et rédacteur en chef de La Presse, de La Patrie et directeur politique de L'Observateur français. Collaborateur du Figaro, Denis Guibert écrit le bulletin politique jusqu’à l’affaire Dreyfus qui mit un point final à cette collaboration. Car il refusait de collaborer avec un journal qui soutenait un traître. 
À ce moment, le parti libéral de la Martinique, soucieux d’attirer l’attention sur la colonie, lui demande d’écrire une série d’articles dans la presse parisienne, et de se présenter aux élections générales de 1898, dans la deuxième circonscription, laissée vacante après le décès de Georges-Augustin César-Laîné. Et dès le premier tour, le 8 mai 1898, Denis Guibert remporte le scrutin face à ses adversaires Clavius Marius, Saint-Yves et Nicole. 
Il siège à la Chambre des députés (Troisième République) aux côtés des Républicains progressistes. Il dénonce avec le républicain Osman Duquesnay les répressions sanglantes survenues lors des grèves de 1900 en Martinique.
Durant son mandat de député, Denis Guibert, collabore à La voix nationale, journal fondé par la Ligue de la patrie française antidreyfusarde. 

À la fin de son mandat de député en 1902, Guibert se présente dans l’Aude contre Jules Sauzède, radical-socialiste, important viticulteur de la région. Mais il ne remporte pas les élections.
Denis Guibert s'intéresse aussi aux Travaux Publics et est à l'origine de la création du port de Fedala (actuellement El Mohamedia, Maroc).
Il est l'auteur de "Lamartine devant l'opinion" 1867 - "L'avenir du Second Empire" 1868 - "Etudes d'économie politique" 1872 - "Le nouvel aspect de la question romaine" 1889 - "Le conflit franco-allemand" 1905.

### Sources
"Dictionnaire de Biographie Française" (M.Prévot - Roman d'Anat - H. Tribout de Morembert)
- Jack Corzani, Dictionnaire Encyclopédique Désormeaux, t. 4, Fort-de-France, Désormeaux, 1993, 1624 p. (ISBN 2-85275-020-1, lire en ligne), p. 1314-1315
- Jean Hess, La catastrophe de la Martinique : notes d’un reporter, Charpentier et Fasquelle, 1902, 300 p. (lire en ligne)